# Mariakapel (Blitterswijck)

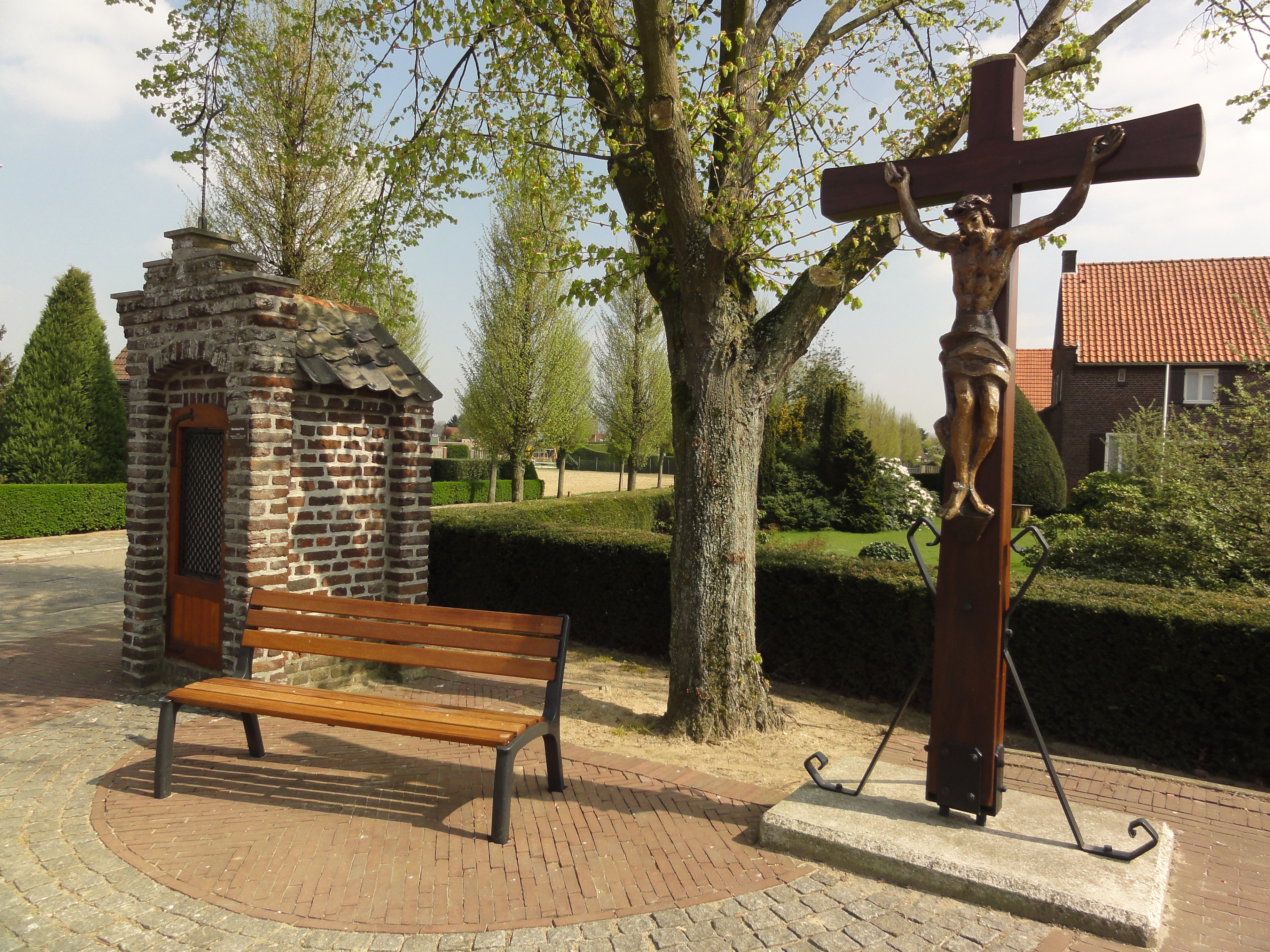
De Mariakapel met ernaast een wegkruis

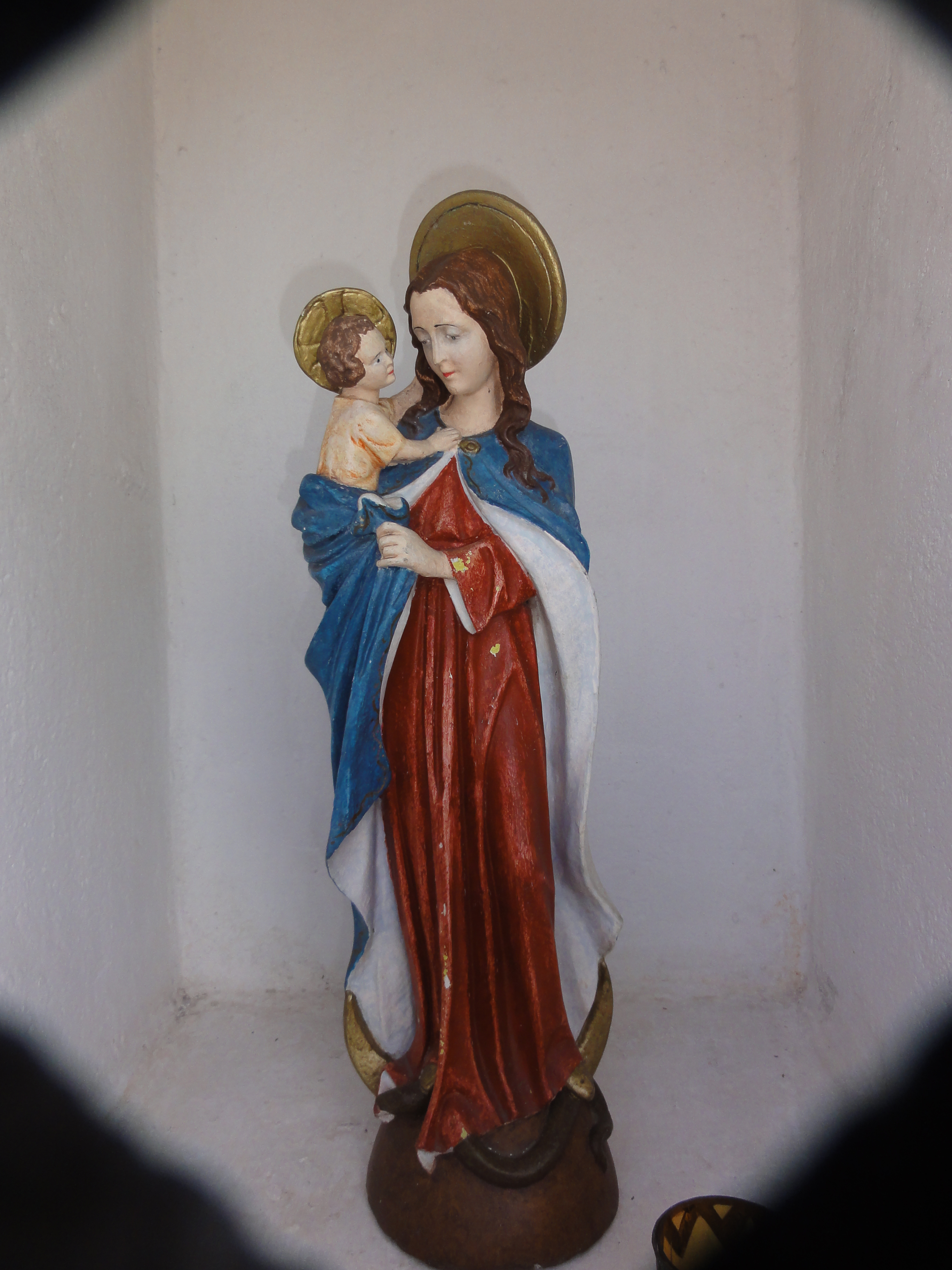
Het Mariabeeldje in de kapel

De Mariakapel is een kapel in Blitterswijck in de Nederlands Noord-Limburgse gemeente Venray. De kapel staat in het westen van het dorp aan de splitsing van de Langstraat, Oude Heerweg en Pastoor Verheggenstraat. Rechts naast de kapel staat een groot wegkruis.
De kapel is gewijd aan Maria.

## Geschiedenis
Rond 1860 werd de kapel gebouwd.
In 1958 werd de kapel naar de overkant van de weg verplaatst met een wegreconstructie.

## Bouwwerk
De bakstenen kapel is opgetrokken op een rechthoekig plattegrond en wordt gedekt door een zadeldak met pannen. Op de hoeken zijn steunberen aangebracht. De frontgevel is een trapgevel en steekt boven het dak uit. In de frontgevel bevindt zich de segmentboogvormige toegang die wordt afgesloten met een houten deur met traliewerk.
Achter het traliewerk van de deur bevindt zich een wit geschilderde nis. In de nis staat een polychroom Mariabeeldje dat Maria toont met op haar rechterarm het kindje Jezus.